# Distrikt Caynarachi
Der Distrikt Caynarachi liegt in der Provinz Lamas in der Region San Martín im zentralen Norden von Peru. Der Distrikt wurde am 25. November 1876 gegründet. Er besitzt eine Fläche von 1260 km². Beim Zensus 2017 wurden 10.345 Einwohner gezählt. Im Jahr 1993 lag die Einwohnerzahl bei 7442, im Jahr 2007 bei 7775. Sitz der Distriktverwaltung ist die 190 m hoch gelegene Ortschaft Pongo de Caynarachi mit 896 Einwohnern (Stand 2017). Pongo de Caynarachi befindet sich 28 km ostnordöstlich der Provinzhauptstadt Lamas.

## Geographische Lage
Der Distrikt Caynarachi liegt am Westrand des Amazonasbeckens und erstreckt sich über die vorandine Übergangszone im zentralen Osten der Provinz Lamas. Im Westen wird der Distrikt von einem über 2000 m hohen Gebirgskamm begrenzt Die Flüsse Río Shanusi und Río Cainarache entwässern das Areal nach Osten zum Río Huallaga. Das Distriktgebiet umfasst den Hauptteil des regionalen Schutzgebietes Cordillera Escalera.
Der Distrikt Caynarachi grenzt im Süden und im Südwesten an die Distrikte La Bande de Shilcayo und San Antonio (beide in der Provinz San Martín), im Nordwesten an den Distrikt San Roque de Cumbaza, im Norden und im Nordosten an die Distrikte Balsapuerto und Yurimaguas (beide in der Provinz Alto Amazonas) sowie im Osten an den Distrikt Barranquita.

## Ortschaften
Im Distrikt gibt es neben dem Hauptort folgende größere Ortschaften:
- Alfonso Ugarte (322 Einwohner)
- Alianza (2976 Einwohner)
- Bonilla (485 Einwohner)
- El Narajal (447 Einwohner)
- La Perla del Pongo (934 Einwohner)
- Metilluyoc (295 Einwohner)
- San Francisco de Pampayacu
- San Juan de Shanusi (200 Einwohner)
- San Miguel de Achinamiza (444 Einwohner)
- Santa Rosa de Davicillo (228 Einwohner)
- Yumbatos (907 Einwohner)